# Scott Calderwood
Scott Calderwood (Birmingham, 11 maart 1978) is een voormalig Schots voetballer en voetbalcoach.
Hij speelde bij Willem II en Heracles Almelo en bij de amateurs van SV Babberich als middenvelder.
Toen hij stopte als speler werd hij scout in dienst van zijn vader (Jimmy Calderwood) en adviseerde over Robert Fik en Dave Bus in de tijd dat zijn vader bij Aberdeen FC werkte.
Hij was assistent-coach bij Ross County en hoofdtrainer bij Rietvogels en DZC '68. In 2012 was hij enkele maanden in Dubai trainer van Hatta Club.
Calderwood werd vervolgens opnieuw trainer van SP Silvolde en later van SV DFS. Medio 2018 werd hij daarnaast assistent bij FC Dordrecht. In november werd hij ad-interim hoofdtrainer na het ontslag van Gérard de Nooijer. Een maand later vertrok Calderwood in verband met 'een verschil van inzichten', direct na de komst van Claudio Braga als nieuwe hoofdtrainer van FC Dordrecht. Medio 2019 stopte hij ook bij DFS en ging verder met de cursus Coach Betaald Voetbal. Begin december werd hij voor de rest van het seizoen aangesteld als trainer van DOVO. Hij bleef hierna tot 1 maart 2021 trainer van DOVO.
Calderwood doorliep de Mavo in Enschede en deed sportmanagement via Schoevers. Naast en in het voetbal is hij tevens actief in commerciële functies. Op 30 juni 2021 werd bekend dat Calderwood assistent-trainer wordt bij FC Den Bosch.